# Дитя тьмы: Первая жертва
«Дитя тьмы: Первая жертва» (англ. Orphan: First Kill) — американский психологический фильм ужасов 2022 года режиссёра Уильяма Брента Белла по сценарию Дэвида Коггешола. Приквел фильма «Дитя тьмы» 2009 года. Главные роли исполнили Изабель Фурман, Джулия Стайлз и Россиф Сазерленд.
О начале разработки проекта было объявлено в феврале 2020 года, тогда фильм носил рабочее название «Эстер». Производством киноленты занимались компании Entertainment One и Dark Castle Entertainment. Съёмки проходили в Виннипеге с ноября по декабрь 2020 года.
Мировая премьера фильма состоялась 27 июля 2022 года на Филиппинах, а 19 августа он вышел ограниченным прокатом в США одновременно с релизом на сервисе Paramount+. В России фильм был выпущен 11 августа 2022 года.

## Сюжет
Действие происходит в январе 2007 года. В эстонский психиатрический институт Саарн приезжает арт-терапевт Анна. Одной из здешних пациенток, Лине Клэммер, 31 год, и она страдает гипопитуитаризмом, из-за которого выглядит как ребёнок. Лина находится в больнице, потому что ранее выдала себя за девочку и попыталась соблазнить приёмного отца, но, получив отказ, расправилась со всеми членами семьи. Она убивает охранника и совершает побег, спрятавшись в машине Анны. Затем она врывается в дом Анны и убивает её, после чего ищет в сети списки пропавших девочек и находит маленькую американку, похожую на неё внешностью. Через какое-то время Лина попадает в Россию и представляется здесь как Эстер Олбрайт. Для властей она придумывает легенду, что её когда-то выкрала некая женщина, но недавно ей удалось сбежать.
В Россию прилетает мать пропавшей, Триша, и с радостью признаёт в «Эстер» свою дочь. Дома их встречают отец Аллен и сын Ганнер, которые аналогично признают «Эстер». Поначалу всё идёт по плану самозванки, хотя Триша несколько раз ловит её на неточностях, связанных с прошлым настоящей Эстер, однако при этом не демонстрирует никакого беспокойства. Ганнер, в свою очередь, замечает, что Лина говорит с акцентом и мастерски рисует, чего за настоящей Эстер не наблюдалось. Триша и Лина посещают сеансы доктора Сигар, на которых психотерапевт обращает внимание на некоторые противоречия в поведении «Эстер». Лина планирует сбежать, прихватив драгоценности Триши, но передумывает, поскольку начинает испытывать влечение к Аллену.
Спустя время Лина понимает, что за ней следит детектив Доннан, который занимался исчезновением Эстер. Он крадёт пластинку с её проигрывателя и у себя дома снимает с неё отпечатки пальцев. Сравнив их с отпечатками Эстер, детектив обнаруживает, что они разные. Затем его атакует Лина, после чего неожиданно появляется Триша и застреливает Доннана. Триша рассказывает Лине, что она и Ганнер сразу раскрыли обман. Ганнер всегда был грубым с младшей сестрой и однажды случайно убил её во время ссоры. Чтобы спасти его и уберечь мужа от двойного горя (смерть дочери и арест сына за убийство), Триша спрятала тело, и Эстер объявили пропавшей. Она узнала правду о Лине по молитвеннику, который та забрала с собой из Саарна. В итоге Триша под угрозой разоблачения заставляет Лину дальше изображать из себя Эстер для Аллена, которого возвращение «дочери» буквально вернуло к жизни. Они избавляются от трупа детектива и возвращаются домой.
Благодаря подсказкам Триши, на очередном сеансе Лине удаётся убедить доктора Сигар в своей личности. Однако в то же время Триша постоянно напоминает Лине, что она обязана её слушаться, а Ганнер угрожает ей теми же последствиями, которые произошли с настоящей Эстер, если вдруг что-то пойдёт не так. Триша догадывается о влечении Лины к Аллену и на ужин отдельно подаёт ей макароны с сыром. Лина, рассерженная ограничением общения с Алленом, относит тарелку мыши в своей комнате, а ночью обнаруживает, что грызун умер. На следующий день Лина готовит всей семье завтрак и так же отдельно смузи для Триши. Триша, знавшая о яде в макаронах, незаметно выливает смузи в раковину, и на дне стакана оказывается мышиная тушка. Аллен уезжает по делам, и на вокзале, где его провожает вся семья, Лина предпринимает неудачную попытку столкнуть Тришу и Ганнера под поезд. Затем Лина сбегает от них, но её останавливает и возвращает домой полиция. Перед полицией Триша наигранно выражает сильное беспокойство за «Эстер», которая якобы психологически травмирована всем произошедшим и иногда говорит, что не хочет жить. Таким образом Триша создаёт фундамент для того, чтобы впоследствии убить Лину и выставить это за самоубийство.
В доме Триша пытается порезать Лине вены, но она вырывается и убегает. Ганнер гонится за ней, в то время как Тришу отвлекает телефонный звонок мужа. Лина стреляет в Ганнера из арбалета и добивает фехтовальной шпагой. Затем Лина вступает в схватку с Тришей, и в процессе драки они зажигают кухонную плиту. Огонь быстро выходит из-под контроля и начинает распространяться по дому. Триша и Лина, убегая от огня, попадают на крышу, где они обе срываются и повисают на краю. Их обнаруживает в этом положении вернувшийся Аллен. Триша успевает сказать ему правду об «Эстер», после чего падает и разбивается насмерть. Аллен вытаскивает Лину на крышу, однако в этот момент у неё выпадает изо рта накладная челюсть, маскировавшая её настоящие зубы. Лина пытается оправдаться и признаётся ему в любви, но потрясённый Аллен отвергает её. Лина в ярости сталкивает его вниз и выбирается из дома до того, как его целиком охватывает пламя.
В финале Лина сидит в кабинете доктора Сигар, которая сообщает стоящему рядом полицейскому, что уже связалась с агентством по опеке и надеется, что «Эстер» попадёт в любящую семью.

## В ролях
| Актёр                    | Роль                         |
| ------------------------ | ---------------------------- |
| Изабель Фурман           | Эстер Олбрайт / Лина Клэммер |
| Джулия Стайлз            | Триша Олбрайт                |
| Россиф Сазерленд         | Аллен Олбрайт                |
| Мэттью Финлан            | Ганнер Олбрайт               |
| Хиро Канагава            | детектив Доннан              |
| Андреа дель Кампо        | Бетси                        |
| Лорен Кокрейн            | офицер Лейхи                 |
| Бредли Савацки           | офицер Куснецов              |
| Гвендолин Коллинз        | Анна                         |
| Алисия Джонстон          | Карен                        |
| Кристен Савацки          | Федерика                     |
| Паркер Бохотчук          | Тин Партир                   |
| Кеннеди Ирвин            | дублёр Изабель Фурман        |
| Морган Истон-Фицджеральд | дублёр Изабель Фурман        |

## Производство

### Разработка и кастинг
В феврале 2020 года было объявлено, что Уильям Брент Белл станет режиссёром нового фильма с рабочим названием «Эстер». Дэвид Коггешол был назначен сценаристом, а Дэвид Лесли Джонсон-Макголдрик — исполнительным продюсером. В ноябре 2020 года было анонсировано новое название фильма «Дитя тьмы: Первая жертва». Над проектом совместно работали компании Entertainment One, Dark Castle Entertainment, Sierra/Affinity и Eagle Vision.
В начале ноября 2020 года стало известно о возвращении Изабель Фурман к исполнению роли Эстер и присоединении к проекту Джулии Стайлз. Несколько дней спустя в актёрский состав вошёл Россиф Сазерленд.
Изабель Фурман рассказала, что активной разработке фильма способствовал скандальный случай с усыновлением украинской карлицы Натальи Грейс. Супружеская пара Барнеттов заподозрила, что Наталья якобы взрослая женщина, притворяющаяся ребёнком, после чего они юридически изменили её возраст с 9 лет на 22 года и бросили одну в незнакомом городе. Дело получило широкую огласку в СМИ в 2019 году, когда Барнетты подтвердили, что на отказ от Грейс их вдохновил просмотр фильма «Дитя тьмы». Фурман заявила, что связалась с Джонсоном-Макголдриком по поводу возможности продолжения фильма, на что он сообщил, что сценарий приквела уже написан. Актриса работала со сценаристом Коггешолом над развитием проекта с намерением выступить продюсером и эпизодически появиться в фильме с новой актрисой в роли Эстер, но в итоге дуэт решил, что Фурман сама сыграет персонажа.

### Съёмки
Основные съёмки начались в начале ноября 2020 года в Виннипеге. Команда использовала комбинацию грима и принудительной перспективы, с помощью которых Изабель Фурман изображала Эстер без использования компьютерной графики. В роли Эстер также выступили две девочки-дублёра. Фурман также внесла некредитованный вклад в сценарий. Работа над фильмом была завершена 11 декабря 2020 года.

## Релиз
В сентябре 2021 года было объявлено, что Paramount Pictures приобрела права на дистрибуцию фильма в США, в отличие от предыдущего, распространением которого занималась Warner Bros. Pictures.
Фильм вышел в ограниченный кинотеатральный прокат в США 19 августа 2022 года одновременно с релизом в формате видео по запросу на платформе Paramount+. Первоначальной датой выхода называлась 28 января 2022 года, но впоследствии эта информация оказалась неофициальной. В российский прокат фильм был выпущен 11 августа 2022 года компанией «Парадиз».

## Оценки
«Дитя тьмы: Первая жертва» получил смешанно-положительные отзывы критиков. На сайте Rotten Tomatoes фильм имеет рейтинг одобрения 70 % на основе 150 рецензий со средней оценкой 6,1/10. Metacritic поставил фильму средневзвешенный балл 54 из 100 на основе отзывов 27 критиков, что означает «смешанные или средние отзывы».
Мэтт Донатто из IGN оценил фильм на 7 баллов из 10 и оставил положительный отзыв: «„Дитя тьмы: Первая жертва“ удваивается как приквел об Эстер, но умудряется чувствовать себя уникально самостоятельным благодаря некоторым потрясающим сюжетным ходам». Ричард Уиттакер из The Austin Chronicle поставил киноленте 3,5 из 5 звёзд, написав: «Что делает „Дитя тьмы: Первая жертва“ стоящим, так это то, что он признаёт оригинал, прежде чем сделать крутой поворот налево в раздутое елейное безумие. Современная готика первого фильма превращается здесь в идеально подходящую вспышку оперной шалости». Алиса Вакс из Collider дала фильму оценку B, подытожив: «„Первая жертва“ — умный, крепкий фильм, который идеально вписывается в то, что было заложено в первом фильме „Дитя тьмы“ более десяти лет назад». Кортни Ховард из The A.V. Club также похвалила кинокартину, поставив ей оценку B+: «Предлагая выигрышную комбинацию разрушительного взгляда на хорошо известного злодея, „Дитя тьмы: Первая жертва“ — это жуткая, дикая и абсолютно безумная поездка».
В неоднозначной рецензии Лесли Фелперин из The Guardian отмечала: «Самое разочаровывающее в фильме то, что в нём нет ни искры, ни оригинальности первого фильма, он просто паразитирует на исходном материале, добавляя такие детали, как жуткие рисунки и пограничный педофилический подтекст, не добавляя ничего существенного». Кларисса Лаури из The Independent аналогично оставила смешанную рецензию, написав: «Здесь на удивление много интересного, а режиссёр Уильям Брент Белл (создатель франшизы „Кукла“ с её не менее смехотворной идеей о кукле с привидениями) принял разумное решение превратить непреднамеренный лагерь „Дитя тьмы“ в намеренный, добавив при этом дозу сатиры о развращающем давлении нуклеарной семьи». Крис Евангелиста из /Film отозвался о фильме так: «У сценария Дэвида Коггешолла в рукаве более чем несколько трюков, включая несколько сногсшибательных твистов, которые, признаюсь, я не ожидал увидеть. В этом есть смысл — в первом фильме тоже был потрясающий поворот, в конце концов. Здесь твист кажется свежим и захватывающим, и он меняет весь фильм таким образом, что это до жути приятно».
В отрицательной рецензии Марк Хэнсон из журнала Slant Magazine дал киноленте 1 из 4 звёзд, написав: «Фильм Уильяма Брента Белла доказывает, что не каждая концепция ужасов имеет потенциал для франшизы».
Роман Кнышов в своём обзоре для сайта afisha.uz назвал фильм предсказуемым, по сравнению с первой картиной, однако похвалил игру Изабель Фурман. Он также отметил, что в фильме «есть некоторые несоответствия с точки зрения общей хронологии событий». Ник Кащеев из HorrorZone поставил фильму 3,5 звезды из 5, положительно оценив историю. При этом он заметил, что «за время, прошедшее между первым фильмом и приквелом, сыгравшая Лину Изабель Фурман, которой на момент выхода ленты „Дитя тьмы“ было всего 12 лет, успела повзрослеть, только добавляет её образу новые грани».

## Продолжение
В августе 2022 года, отвечая на вопрос о своих подходах к созданию сиквела, Белл заявил, что необходим третий фильм, чтобы «Дитя тьмы» считалась франшизой. Позже Белл заявил, что если приквел окажется успешным, то третий фильм может быть запущен в производство. Режиссёр выразил заинтересованность в создании более мрачной третьей части, которая завершила бы полную историю Эстер Коулман, пояснив при этом, что сиквелов может быть несколько: «…Изабель Фурман так увлечена этим персонажем — она может играть его вечно… в этой героине есть многое, и я думаю, что в будущих историях она, возможно, снова станет немного более хладнокровной».
Сама Изабель Фурман также проявила интерес в повторении роли Эстер в следующих фильмах. Она рассказала об обсуждении третьего фильма между создателями и студией, заявив, что в «этот раз не придётся ждать ещё 13 лет» до выхода сиквела.